# Gérald Schaller
Pour les articles homonymes, voir Schaller.
Gérald Schaller, né le 5 juillet 1954 à Moutier (canton de Berne) et mort le 26 décembre 2024, est un homme politique suisse du canton du Jura ; il est membre du Parti démocrate-chrétien.

## Biographie
Gérald Schaller a été élu au Gouvernement jurassien en 1994. 
Il dirige le département de la justice et des finances jusqu'en 2007. Le 22 juin 2011, il est élu juge cantonal par le Parlement jurassien. Il était opposé au socialiste Jean Moritz.